# Coupe du monde de BMX 2003
Navigation
2004
La Coupe du monde de BMX 2003 est la 1re édition de la coupe du monde de BMX. Elle s'est déroulée sur une manche disputée les 19 et 20 septembre. 

## Hommes

### Résultats
| # | Date            | Lieu          | Vainqueur       | Deuxième       | Troisième     | Leader du classement général |
| - | --------------- | ------------- | --------------- | -------------- | ------------- | ---------------------------- |
| 1 | 19-20 septembre | Woodward Camp | Robert de Wilde | Robbie Miranda | Michal Prokop | Robert de Wilde              |

### Classement général
| Pos | Coureur            |
| --- | ------------------ |
| 1   | Robert de Wilde    |
| 2   | Robbie Miranda     |
| 3   | Michal Prokop      |
| 4   | Roger Rinderknecht |
| 5   | John Purse         |
| 6   | Paul Lange         |
| 7   | Tyler Brown        |
| 8   | Randy Stumpfhauser |